# Supercoupe du Brésil féminine de football 2022
Navigation
Supercoupe féminine 2023
La Supercoupe du Brésil féminine de football 2022 est la première édition de la Supercoupe du Brésil féminine. 

## Format
Les huit équipes sont choisies parmi les douze clubs de Serie A1 et les quatre premiers de deuxième division (Serie A2), en prenant un seul club par État, éventuellement l'État le mieux classé au classement des clubs féminins par État du Brésil peut avoir une deuxième place.
Les participants se retrouvent dans un tournoi à élimination directe avec un seul match par tour. La compétition commence au stade des quarts de finale, puis les demi-finales et une finale sur un match. Le club de l'État le mieux classé au classement des clubs féminins par État du Brésil joue à domicile. En cas d'égalité après le temps réglementaire une séance de tirs au but a lieu.

## Compétition
|  | Quarts de finale | Quarts de finale | Quarts de finale | Quarts de finale |                |                | Demi-finales | Demi-finales | Demi-finales | Demi-finales |  |  | Finale     | Finale     | Finale     | Finale     |
|  |                  |                  |                  |                  |                |                |              |              |              |              |  |  |            |            |            |            |
|  | 6 février        | 6 février        | 6 février        | 6 février        |                |                | 9 février    | 9 février    | 9 février    | 9 février    |  |  | 13 février | 13 février | 13 février | 13 février |
|  | 6 février        | 6 février        | 6 février        | 6 février        |                |                | 9 février    | 9 février    | 9 février    | 9 février    |  |  | 13 février | 13 février | 13 février | 13 février |
|  | SC Corinthians   | SC Corinthians   | 3                | 3                |                |                | 9 février    | 9 février    | 9 février    | 9 février    |  |  | 13 février | 13 février | 13 février | 13 février |
|  | SC Corinthians   | SC Corinthians   | 3                | 3                |                |                | 9 février    | 9 février    | 9 février    | 9 février    |  |  | 13 février | 13 février | 13 février | 13 février |
|  | Palmeiras        | Palmeiras        | 0                | 0                |                |                | 9 février    | 9 février    | 9 février    | 9 février    |  |  | 13 février | 13 février | 13 février | 13 février |
|  | Palmeiras        | Palmeiras        | 0                | 0                | SC Corinthians | SC Corinthians | 2            | 2            |              |              |  |  | 13 février | 13 février | 13 février | 13 février |
|  | 4 février        |                  |                  |                  | SC Corinthians | SC Corinthians | 2            | 2            |              |              |  |  | 13 février | 13 février | 13 février | 13 février |
|  |                  |                  | Real Brasilia    | Real Brasilia    | 0              | 0              |              |              |              |              |  |  | 13 février | 13 février | 13 février | 13 février |
|  | SC Internacional | SC Internacional | Real Brasilia    | Real Brasilia    | 0              | 0              | 0            | 0            |              |              |  |  | 13 février | 13 février | 13 février | 13 février |
|  | SC Internacional | SC Internacional | 9 février        |                  |                |                | 0            | 0            |              |              |  |  | 13 février | 13 février | 13 février | 13 février |
|  | Real Brasilia    | Real Brasilia    | 1                | 1                |                |                |              |              |              |              |  |  | 13 février | 13 février | 13 février | 13 février |
|  | Real Brasilia    | Real Brasilia    | 1                | 1                | SC Corinthians | SC Corinthians | 1            | 1            |              |              |  |  |            |            |            |            |
|  | 6 février        |                  |                  |                  | SC Corinthians | SC Corinthians | 1            | 1            |              |              |  |  |            |            |            |            |
|  |                  |                  | Grêmio           | Grêmio           | 0              | 0              |              |              |              |              |  |  |            |            |            |            |
|  | Flamengo         | Flamengo         | Grêmio           | Grêmio           | 0              | 0              | 2            | 2            |              |              |  |  |            |            |            |            |
|  | Flamengo         | Flamengo         |                  |                  |                |                |              |              |              |              |  |  |            |            |            |            |
|  | ESMAC            | ESMAC            | 0                | 0                |                |                |              |              |              |              |  |  |            |            |            |            |
|  | ESMAC            | ESMAC            | 0                | 0                | Flamengo       | Flamengo       | 1            | (3)          |              |              |  |  |            |            |            |            |
|  | 4 février        |                  |                  |                  | Flamengo       | Flamengo       | 1            | (3)          |              |              |  |  |            |            |            |            |
|  |                  |                  | Grêmio           | Grêmio           | 1              | (4)            |              |              |              |              |  |  |            |            |            |            |
|  | Grêmio           | Grêmio           | Grêmio           | Grêmio           | 1              | (4)            | 2            | 2            |              |              |  |  |            |            |            |            |
|  | Grêmio           | Grêmio           |                  |                  |                |                |              | 2            |              |              |  |  |            |            |            |            |
|  | Cruzeiro         | Cruzeiro         | 0                | 0                |                |                |              |              |              |              |  |  |            |            |            |            |
|  | Cruzeiro         | Cruzeiro         | 0                | 0                |                |                |              |              |              |              |  |  |            |            |            |            |
|  |                  |                  |                  |                  |                |                |              |              |              |              |  |  |            |            |            |            |

() score aux tirs au but
Le SC Corinthians remporte le premier titre de la Supercoupe féminine du Brésil.

### Finale
| Finale          | SC Corinthians     | 1-0   | Grêmio | Arena Corinthians, São Paulo    |                                 |
| 13 février 2022 | Gabi Zanotti 90+3e | (0-0) |        | Arbitrage : Edina Alves Batista | Arbitrage : Edina Alves Batista |